# Guy Fawkes House
Guy Fawkes House (tidigare känt som Red Lion Inn) är ett före detta värdshus som ligger i Dunchurch (i närheten av Dunsmore Heath) i Warwickshire, West Midlands i England. Byggnaden är mest känd för att ha varit en samlingsplats för några av krutkonspiratörerna under det tidiga 1600-talet, men är idag i privat ägo.
På måndagen den 4 november 1605 befann sig Everard Digby på Red Lion tillsammans med några personer från sitt "jaktlag" (vilket i verkligheten var en grupp beväpnade män, som var ovetandes om krutkonspirationen). Senare under dagen besökte Digbys onkel Sir Robert Digby värdshuset tillsammans med Stephen Littleton och Humphrey Littleton. Senare under dagen kom även John Wintour, John Grant och en av hans vänner dit. Några av de som befann sig på värdshuset trodde att de skulle dra ut på jakt alternativt ha en sorts militärövning, men i verkligheten skulle de avvakta nyheten om att det brittiska överhuset i Westminsterpalatset var sprängt i bitar och Jakob I av England var död. De skulle då kidnappa Elisabet Stuart (som de ville se som drottning) för att sedan ge sig ut i Midlands och starta ett uppror.
På morgonen den 5 november 1605 höll de en mässa, tillsammans med fader Hammond. På eftermiddagen fick de höra nyheten om att konspirationen hade misslyckats och gruppen splittrades kort därefter. Flera av konspiratörerna tog sig till Holbeche House, där de några dagar senare antingen arresterades eller dödades. 
Byggnaden har på senare tid ändrat namn till "Guy Fawkes House", vilket är missvisande eftersom Guy Fawkes inte var en av de konspiratörer som befann sig i värdshuset när konspirationen misslyckades; han befann sig istället i källarvalvet under Westminsterpalatset där han arresterades runt midnatt natten till den 5 november 1605.